# Remy Zero
Remy Zero est un groupe de rock alternatif de l'Alabama formé de Cinjun Tate (chant, guitare), Shelby Tate (chant, guitare, clavier), Gregory Slay (batterie), Cedric LeMoyne (basse) et Jeffrey Cain (guitare). Le groupe se forme en 1989.

## Historique
Leur cassette de démonstration est découverte par Radiohead qui les invite à participer à leur tournée The Bends à travers les États-Unis. Ils déménagent de Birmingham dans l'Alabama à Los Angeles où plusieurs membres du groupe souffriront de consommation excessive de drogues et de problèmes de logement.
Leur premier album, Remy Zero, paraît en janvier 1996. Influencé par ces expériences à Los Angeles, l'album ne connaît pas le succès. Finalement, ils sont reconnus avec le second, Villa Elaine, du nom de l'immeuble où ils habitaient à Hollywood. Le troisième album, The Golden Hum, connaît également un bon accueil du public. (Il contient les chansons 1. Belong 2. Apology For You 3.Smile 4. Life in Rain 5. Bitter 6. Twister et 7. Save Me)
C'est de ce troisième album qu'est issu la chanson Save Me qui sert pour le générique d'ouverture de la série télévisée Smallville. Remy Zero apparaît à ce titre dans le dernier épisode de la saison 1 de Smallville, où ils incarnent leur propre rôle lors du bal de l'école. C'est à cette occasion que le groupe interprète Perfect Memory (chanson préférée de Chloé Sullivan). Fair de Villa Elaine a servi dans le film Garden State.
En 2003, les membres de Remy Zero se séparent après The Golden Hum et plusieurs d'entre eux rejoignent d'autres groupes. Shelby et Cinjun Tate ont créé Spartan Fidelity, Jeffrey Cain a rejoint Isidore et Gregory Slay a rejoint Sleepwell.
Remy Zero semble jouer avec l'idée de reformation à l'été 2006, annonçant une possible réunion sur leur page MySpace - ce qui a maintenant été remplacé par un message plus précis disant qu'ils ont "trouvé l'esprit à faire de la musique à nouveau ensemble".
En 2008, dans le film Invisible (The Invisible), on retrouve la chanson Perfect Memory en tant que bande originale finale.
Le batteur Gregory Slay est décédé le 1er janvier 2010 à 40 ans, des suites d'une mucoviscidose.
Cinjun Tate a composé la bande originale du 1er long métrage d'Amy Jo Johnson : The Space Between, qui sortira en 2017.

## Discographie
- 1 track pour la Bio du film Stigmata "Gramarye" 1998
- Remy Zero, 30 janvier 1996
- Villa Elaine, 25 août 1998
- The Golden Hum, 18 septembre 2001